# Нижний парк (Липецк)
Ни́жний парк — крупнейший городской парк Липецка, основанный в 1805 году.

## История

### Основание
В XVIII веке на этом месте находился Петровский пруд. В то время площадь пруда составляла 70 га. В царской России это был самый большой рукотворный водоём.

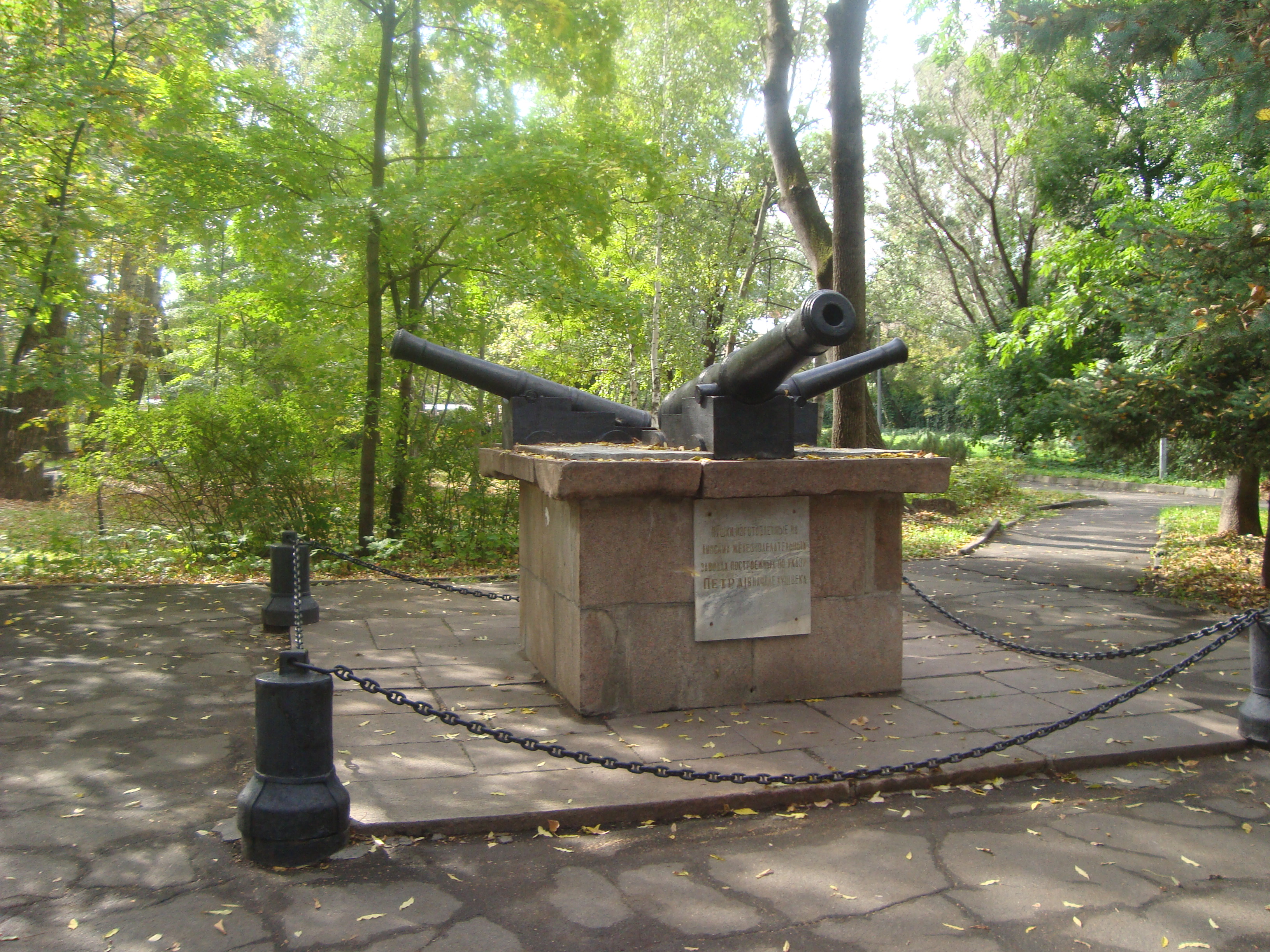
«Пушки» — памятник зарождению металлургии в Липецке

Пруд питал водой расположенные рядом Липские железоделательные заводы (см. НЛМК). После закрытия предприятия его здания некоторые время оставались. Это два каменных корпуса, деревянная контора и другие постройки. Кроме того, было два дома для заводских начальников и домик Петра I. Их снесли лишь в 1803—1804 годах. Это было необходимо для строительства курорта. Во 2-й половине 1960-х на их месте (недалеко от Петровского проезда) установили памятник зарождению металлургии в Липецке. Это три пушки, поставленные на прямоугольный пьедестал. Проект выполнил архитектор С. А. Кастюнин.
25 апреля (8 мая) 1805 года Александр I подписывает указ об открытии курорта «Липецкие минеральные воды».
Директором курорта назначается Иван Николаевич Новосильцев, а главным врачом — доктор Антон Антонович Альбини. Они составляют план застройки города и курорта, но осуществить его не удалось, поскольку в 1808 году они уезжают из Липецка.
Генеральный план застройки курорта и города утверждается 19 июля 1805 год.
В 1809 году в город для строительства курорта приезжает архитектор А. Ф. Славинский. Начинается активное строительство каменных корпусов Липецкого курорта, вокруг которых одновременно закладывается Английский сад, положивший начало Нижнему парку. Закладываются аллеи будущего Верхнего парка на Дворянской улице.
Петровский пруд тоже вошёл в состав курорта, с его дна в конце XIX века добывали целебные грязи.

### Постройки, связанные с Петром I
Как считают некоторые исследователи, домик Петра I («царский дворец») был построен в конце XVII века, когда город посещал Пётр I. Он тогда следил за строительством азовской флотилии и часто ездил в Воронеж. Домик располагался на нынешней площади Революции. Он был деревянным.
В 1803 году губернский архитектор В. Усачёв хотел сделать «каменный свод», но Александр I выдал резолюцию: «каменного шатра не делать, дабы дом остался в настоящем виде, а поддерживать оный постройнной починкою».
Однако в 1806 году домик сгорел.
Кроме того, от прежнего завода оставалось единственное здание — контора, которую называли «канцелярией Петра I». Её снесли согласно экспертизе Л. Е. Рудакова (см. Петровский проезд).

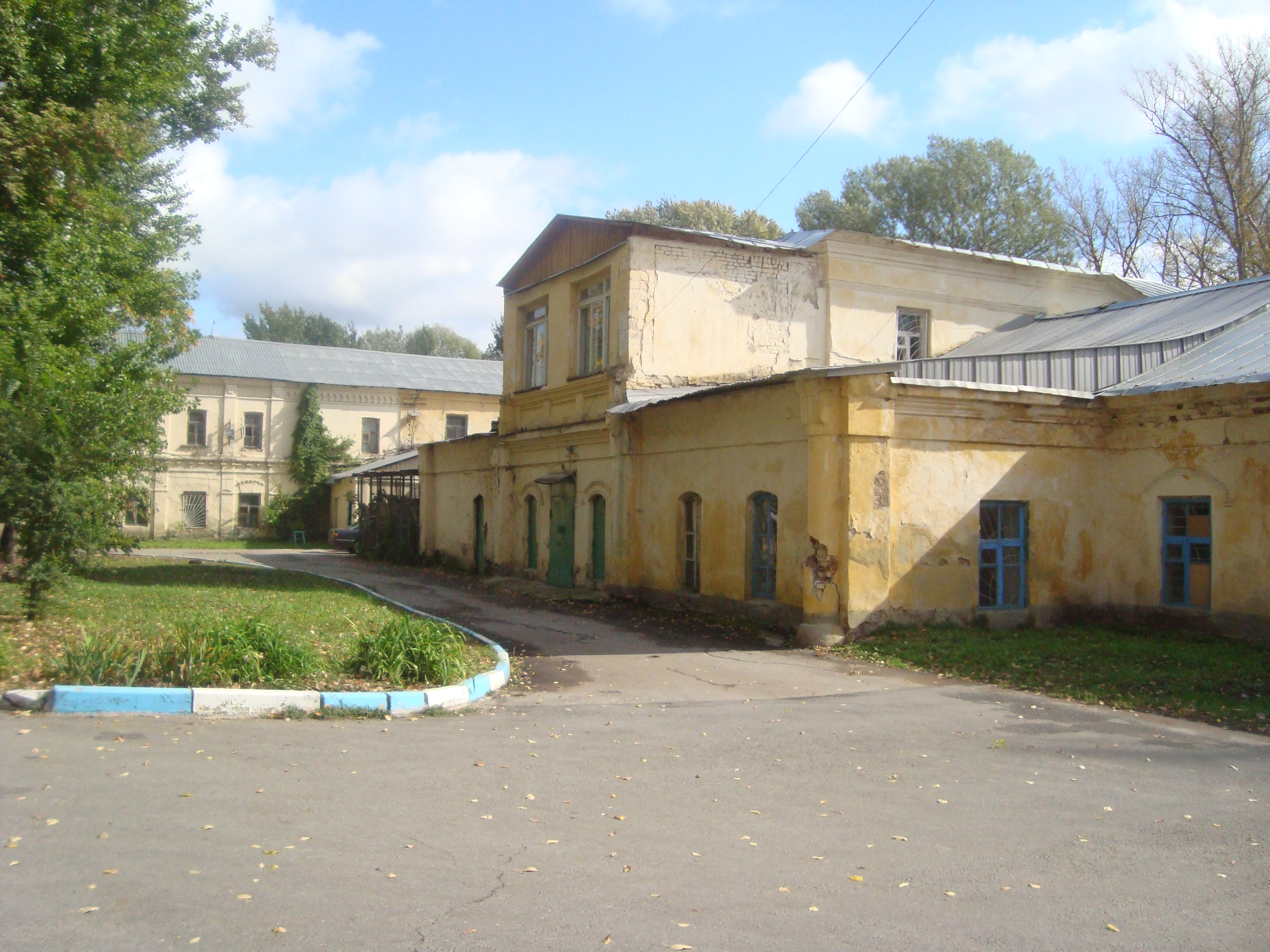
Административно-хозяйственное здание парка

В 1806 году по проекту архитектора Ворончихина было построено здание минеральных ванн. Ныне здесь административно-хозяйственное управление парка (Петровский проезд, 2).

### Благоустройство во второй половинеXIX века
Благоустройство парка продолжалось на протяжении всего XIX века. Прокладывались новые аллеи, строились каменные и деревянные мостики с резными перилами через речку Липовку (ныне её русло проходит вдоль улицы Скороходова). В 1872 году купцом Михаилом Ивановичем Кожиным построен каменный мост с ажурными перилами из чугуна; на нём были установлены вазы с цветами. Название переправа получила нехитрое: «Кожинов мост», о чём свидетельствовала надпись на постаменте.
В то же время территорию парка обнесли декоративным чугунным забором.
В мае 1891 года в Нижнем парке загорелись электрические огни.

### Благоустройство началаXX века
В 1908 году начинается благоустройство парка по проекту инженера — профессора М. В. Сергеева. Основная цель — осушить территорию. Для этого с восточной и северной сторон прорыли глубокие канавы с выходом в реку Воронеж и на значительной территории парка высадили влаголюбивые породы деревьев. Липовка также углубляется, а её берега укрепляются.
Вместе с профессором М. В. Сергеевым в благоустройстве, расширении территории и закладке новых аллей Нижнего парка, принимал участие выдающийся русский ученый, ботаник и естествоиспытатель, всесторонне одаренный человек, предложивший теорию дрейфа материков, уроженец города Липецка — Евграф Васильевич Быханов (1839—1915). В память об этом одна из аллей Нижнего парка — Быханова, стала носить его имя.

### Советское время
В 1950-х годах Нижний парк переименовали в Центральный городско́й парк культу́ры и о́тдыха. В 1958 году вход в него сделали бесплатным. За Косым мостом в 1958 году была построена танцевальная площадка, огороженная колоннадой с металлическим забором. 20 июня 1959 года открыли «Зеленый театр»; его строительство заняло всего 30 дней.
Со стороны Петровского проезда в парк вели пропилеи с ионическими колоннами (арх. С. А. Тихомиров), рядом стояли деревянное здание детского санатория и кирпичное 2-этажное здание спального корпуса. Однако во время расширения проезда и сооружения Петровского подземного перехода под Петровским проездом пропилеи и детский санаторий, а также старинный докторский дом (считали также, что это была заводская канцелярия времен Петра I) снесли.
На месте маленькой церквушки, что напротив бывшего кинотеатра «Октябрь», ранее находился кинотеатр «Экран». В этом кинотеатре в 1950-х годах показывали черно-белые и цветные раритетные кинофильмы («Два бойца», 1943).
В эти же времена в бывшем кинотеатре «Октябрь» липчане с интересом смотрели популярные фильмы («Случай в тайге», 1953; «Добровольцы», 1958; «Ссора в Лукашах», 1959), а бывшем Драматическом театре, который также находился в Нижнем парке, любили смотреть известные спектакли. Пользовался также большой популярностью павильон с кривыми зеркалами.
В мае 1961 года в Нижнем парке открылся планетарий на 50 человек. К этому же времени построили танцевальный павильон «Весна» для молодежи. В конце июля 1963 года вступила в строй Летняя (Большая) эстрада на 1100 мест.
В конце 1960-х годов засыпали Петровский пруд. После расчистки и углубления русла реки Воронеж образовалось слишком много песка; им и засыпали пруд. Потом по проекту Н. Р. Полунина здесь распланировали аллеи и засадили их деревьями.
Однако со временем стал подниматься уровень грунтовых вод, из-за чего тополя стали падать. Один из них рухнул на эстраду «Зеленого театра».
Но вода в парке осталась и по сей день. Почти напополам его делит небольшой канал (бывшее русло Липовки), через который перекинуты несколько пешеходных мостиков, а также деревянный дом кафе.
В 1971 году в Нижнем парке устроил площадку для зимнего катка и создали школу фигурного катания. Весной 1972 года заработал «живой уголок». В 1974 году на его базе открылся Липецкий зоопарк.

Мемориал народовольцам

17 июня 1972 года в конце Главной аллеи открывается мемориальный памятник народовольцам — к 100-летию со дня их приезда в Липецк. Автор проекта, архитектор и скульптор — Н. Р. Полунин.
С 1973 году парк переходит на круглогодичную работу. Помимо зимнего катка работает прокат коньков и лыж, бильярдная.
В 1970-е годы через парк вдоль берега Воронежа провели автомобильную дорогу. Она являлась своеобразным продолжением улицы Неделина в сторону Ниженки и Сокола. Недалеко от водноспасательной станции был сооружен путепровод над парковой дорогой. Однако стройку так и не закончили. Сейчас есть планы по окончательному вводу в эксплуатацию.

### Российское время

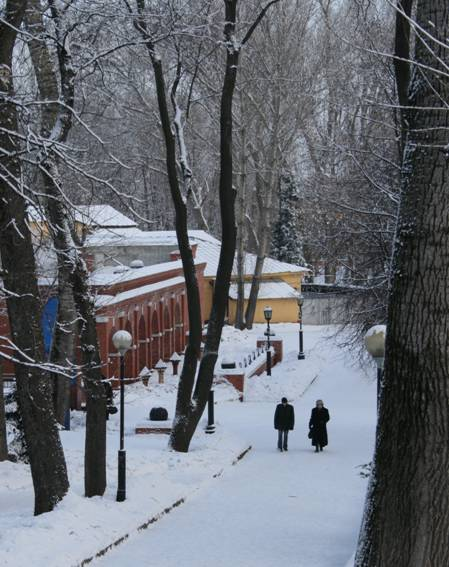
Аллея у Петровского спуска

29 апреля 1997 года вернули прежнее имя — Нижний парк.
Раньше из Нижнего парка по пешеходному понтонному мосту летом можно было попасть на Зелёный остров на реке Воронеже, но весной 2007 года власти решили мост больше не устанавливать.
Данное решение было изменено, понтонный мост снова функционирует, и теперь на территории Зелёного острова активно проводятся различные мероприятия. 
На северо-западе к Нижнему парку примыкает Верхний парк.

## Развлечения
Ежегодно в Нижнем парке проводится около 500 мероприятий. Наиболее посещаемыми являются различные театрализованные представления, Новогодние и Рождественские гулянья, «Масленица», «Троицын день», «День города» и др.
Практически каждые выходные на открытых площадках парка играют духовые оркестры, выступают концертные коллективы.
В Нижнем парке работают Липецкий зоопарк, несколько кафе, павильоны для игры в бильярд, теннис и тир.

## Проекты
- В июле 2009 года[3] планируется открыть гранитную лестницу (в створе улицы Желябова), которая соединит центральную аллею Нижнего парка с Верхним парком, таким образом начнёт воплощаться в жизнь задумка сделать из двух парков единый парковый комплекс.
- Другой важный проект — по восстановлению Петровского пруда, правда в уменьшенном виде (планируется, что он займет площадь около 15 га)[4]

Ни один из проектов в настоящее время не осуществлён.